# Helga Liné
Helga Liné   (Berlín, 14 de juliol de 1931) Helga Lina Stern, és una actriu alemanya que va desenvolupar gran part de la seva trajectòria a Espanya.

## Biografia
Sent una nena la seva família abandona Alemanya a causa de la Segona Guerra Mundial per a instal·lar-se en Portugal, on poc després comença a treballar com a contorsionista i ballarina de circ.
Més endavant es converteix en model i, després de guanyar un concurs de bellesa, roda la seva primera pel·lícula hispà-portuguesa, La mantilla de Beatriz (1946), d'Eduardo García Maroto. Durant els següents anys reparteix la seva activitat professional entre Portugal, Espanya i Brasil com s vedette de revista i actriu en nombrosos films.
En 1954 es presenta al madrileny Teatro Albéniz amb l'espectacle de revista Mujeres de papel, de Manuel Paso Andrés.
Continua una trajectòria cinematogràfica fecunda especialment en Itàlia, que li permet treballar en els gèneres més diversos: spaghetti western, pèplum, terror o comèdies, tant en el terreny de l'anomenat landisme com més endavant enquadrades en el destape. La seva singular bellesa l'encasella sovint en personatges sofisticats, sensuals i enigmàtics. En 1974 obté el premi a la millor actriu de repartiment als Premis del Sindicat Nacional de l'Espectacle de 1973 per El chulo.
Compagina el seu treball en la pantalla gran amb actuacions teatrals i aparicions en televisió. En aquest mitjà destaca el seu paper de mare de Javi (Juanjo Artero) i esposa de Manuel Gallardo a Verano azul (1981).
Després interpreta papers d'una certa rellevància a dues pel·lícules de Pedro Almodóvar, Laberinto de pasiones (1982) y La ley del deseo (1987).
En 1991 s'instal·la en Buenos Aires, si bé torna puntualment a Espanya per a intervenir en les obres de teatre Ellas, la extraña pareja (2001) i El cianuro... ¿solo o con leche? (2003). També realitza aparicions esporàdiques en les sèries de televisió El comisario (2001), Hospital Central (2004) i Vientos de agua (2006).

## Filmografia (selecció)
| - La mantilla de Beatriz (1946), d'Eduardo García Maroto. - El negro que tenía el alma blanca (1951), d'Hugo del Carril. - La trinca del aire (1951), de Ramón Torrado. - Saltimbancos (1952), de Manuel Guimaraes. - Nazaré (1952), de Manuel Guimaraes. - Los corsarios del Caribe (1961), de Eugenio Martín. - Canción de juventud (1962), de Luis Lucia. - Rocío de la Mancha (1963), de Luis Lucia. - La máscara de Scaramouche (1963), de Antonio Isasi-Isasmendi. - Horror (The Blancheville Monster) (1963), de Alberto de Martino. - Los invencibles (1963), de Alberto de Martino. - Espartaco y los diez gladiadores (1964), de Nick Nostro. - Hércules y los tiranos de Babilonia (1964), de Domenico Paolella. - Amantes de ultratumba (1965), de Mario Caiano. - La muerte espera en Atenas (Mission Bloody Mary) (1965), de Sergio Grieco. - Operación Mogador (1966), de Sergio Grieco. - La máscara de Kriminal (Kriminal) (1966), de Umberto Lenzi. - Cifrado especial (1966), de Pino Mercanti. - Buen funeral, amigos... paga Sartana (1970), de Giuliano Carmineo. - Una señora llamada Andrés (1970), de Julio Buchs. - Si Fulano fuese Mengano (1971), de Mariano Ozores. - Hay que educar a papá (1971), de Pedro Lazaga. - Los días de Cabirio (1971), de Fernando Merino. - El apartamento de la tentación (1971) Julio Buchs. - Los novios de mi mujer (1972), de Tito Fernández. - Pánico en el Transiberiano (1973), de Eugenio Martín. - La saga de los Drácula (1973), de León Klimovsky. | - La venganza de la momia (1973), de Carlos Aured. - El espanto surge de la tumba (1973), de Carlos Aured. - Las garras de Lorelei (1974), d'Amando de Ossorio. - Dick Turpin (1974), de Fernando Merino. - Fin de semana al desnudo (1974), de Mariano Ozores. - El amor empieza a medianoche (1974), de Pedro Lazaga. - El chulo (1974), de Pedro Lazaga. - Las melancólicas (1974), de Rafael Moreno Alba. - Tres suecas para tres rodríguez (1975), de Pedro Lazaga. - Una abuelita de antes de la guerra (1975), de Vicente Escrivá. - Las alimañas (1977), de Amando de Ossorio. - Cuentos de las sábanas blancas (1977), de Mariano Ozores. - Pepito Piscinas (1978), de Luis María Delgado. - Estigma (1980), de José Ramón Larraz. - Memorias de Leticia Valle (1980), de Miguel Ángel Rivas. - El consenso (1980), de Javier Aguirre. - Las alumnas de madame Olga (1981), de José Ramón Larraz. - Los ritos sexuales del diablo (1982), de José Ramón Larraz. - Laberinto de pasiones (1982), de Pedro Almodóvar. - Playa azul (1982), de Jaime Jesús Balcázar - Los caraduros (1983), de Antonio Ozores. - Las alegres chicas de Colsada (1984), de Rafael Gil. - Una rosa al viento (1984), de Miguel Iglesias. - La ley del deseo (1987), de Pedro Almodóvar. - Pareja enloquecida busca madre de alquiler (1990), de Mariano Ozores. - El aliento del diablo (1993), de Paco Lucio. - Torrente 3: el protector (2005), de Santiago Segura. |

## Televisió
- Estudio 1: Una muchachita de Valladolid (1973).
- El juglar y la reina: La leyenda del Conde Niño (1979).
- Verano azul (Antonio Mercero, 1981).
- La comedia musical española: La Cenicienta del Palace (1985).
- Turno de oficio: La mudanza (1986).
- Blaues Blut: Wo der Teufel wacht (Juan Luis Buñuel, 1990).
- ¡Qué grande es el teatro!: La hermana pequeña (2000).
- El comisario: Secuestro (2001).
- Hospital Central: Aires de tormenta (2004).
- Vientos de agua: III (Juan José Campanella, 2006).